# رحیم شمس
سرهنگ رحیم شمس (۱۳۱۷ – شهریور ۱۳۶۷) از افسران ارتش ایران بود که در وزارت دفاع کار می‌کرد.
پس از انقلاب ایران به حزب توده ایران پیوست و در بهمن ۱۳۶۱ دستگیر شد. دادگاه سرهنگ رحیم شمس در آذر ۱۳۶۲ در تهران تشکیل و او به جرم عضویت در حزب توده ایران و به اتهام جاسوسی محکوم به حبس ابد شد اما در شهریور ۱۳۶۷ در جریان اعدام زندانیان سیاسی (تابستان ۱۳۶۷) در زندان اوین اعدام و به دار آویخته شد.
رحیم شمس فارغ‌التحصیل دانشکده افسری و افسر ارتش بود. بر اساس کتاب «خاطره‌ها» نوشته محمد ری شهری رئیس دادگاه وقت، رحیم شمس پیش از انقلاب در کارخانجات اتکای وزارت دفاع کار می‌کرد. سپس پاکسازی و اخراج شد و تا زمان دستگیری (در بهمن ۱۳۶۱) نیز دارای هیچ شغل دولتی نبود. بر اساس کتاب خاطره‌ها، دادگاه رحیم شمس در تاریخ ۱۹ و ۲۰ آذر ۱۳۶۲ در تهران، او را به حبس ابد محکوم کرده بود. بر اساس این کتاب، او به عنوان «سروان بازنشسته» متهم ردیف هشتم از «محاکمه اولین گروه نفوذی‌های حزب توده در نیروهای مسلح» بوده و اتهاماتش «جاسوسی، عضویت و فعالیت در شبکه مخفی نظامی با هدف براندازی جمهوری اسلامی، به علاوه پرداخت ۱۰ هزار تومان حق عضویت و مقادیری کوپن بنزین به حزب توده، محارب و مفسد فی‌الارض» بود. در این کتاب، شواهد ارائه شده علیه شمس «اظهارات محمد مهدی پرتوی و محمد معزز که مسئولان حزبی او بودند» ذکر شده است. اطلاعاتی از دادگاه دوم در دست نیست اما بر اساس اطلاعات کلی موجود، در اعدام زندانیان سیاسی (تابستان ۱۳۶۷) دادگاهی رسمی با حضور وکیل و دادستان برای زندانیان تشکیل نشده است.